# Ljerka Očić
Ljerka Očić (Zagreb, 1960.), prof. art., hrvatska orguljašica, jedna od najistaknutijih hrvatskih glazbenih umjetnica, sveučilišna profesorica Sestra je violončelistice Jelene Očić.
Njena obitelj preko šest stoljeća živi na imanju na Laščinskoj cesti. Godinama, od 1996. se ondje održavaju mjesečni koncerti “Iz salona Očić".
Pohađala Klasičnu gimnaziju u Zagrebu. Maturirala glasovir kod prof. Mire Sakač na glazbenoj školi Vatroslav Lisinski. 
Orgulje diplomirala u Ljubljani na Akademiji za glazbu u klasi prof. Huberta Berganta. Usavršavala se u Parizu kod prof. Gastona Litaizea, u Kölnu kod prof. Michaela Schneidera, te u Rimu kod prof. Luigia Celeghina. Koncertno aktivna već s 23 godina. Nastupala diljem svijeta, gotovo sve države u Europi, SAD Australija, Japan, Malezija. Nastupala uz poznate dirigente, orkestre i soliste. Dugogodišnju suradnju ostvarila u duu sa slovenskim trubljačem Stankom Arnoldom. Održala je više od 1300 koncerata.
Predsjednica je Društva za promicanje orguljske glazbene umjetnosti “Franjo Dugan”.
Od 1982. do 1986. radila na Institutu za crkvenu glazbu Albe Vidaković.
Na Muzičkoj akademiji u Zagrebu predaje od 1992. godine. Predaje na odsjeku za klavir, orgulje i čembalo. Profesorica je orgulja, komorne glazbe i kolegija 'Povijesna izvođačka praksa'. Održava majstorske tečajeve interpretacije u zemlji i inozemstvu.
Aktivna u Kriznom štabu Croatian Music Aida tijekom Domovinskog rata. Održavala koncerte u ratnim zonama, za što ju je odlikovala Hrvatska vojska.
S kolegom Penzarom odgaja nove generacije orguljaša. Rad je uspješan jer su nikli novi orguljski festivali u Hrvatskoj, a najpoznatiji su Festival Orgulje Zagrebačke katedrale, Ars organi sisciae, Orguljski festival Petar Nakić u Rabu, Festival Orgulje Heferer i mnogi drugi.
Gostujuća profesorica na ljubljanskoj Akademiji za glazbu od 1999. do 2001. godine.
Područje interesa Ljerke Očić je izvedba i interpretacija s naglaskom na inovativne metode u podučavanju orgulja i povijesne izvođačke prakse. Istražuje i proučava sve povijesne glazbene stilove od rane glazbe do 21. stoljeća, posebno se zanimajući za hrvatsku orguljsku glazbu i baštinu.
Članica je međunarodnih žirija orguljaških natjecanja, te održava majstorske tečajeve interpretacije.
Pokrenula je Orguljski festival Anabasis sa svojim kolegama nastavnicima i studentima orgulja nakon kolaudacije u novoj zgradi Muzičke akademije Sveučilišta u Zagrebu
Napisala stručna izdanja za potrebe studenata Muzičke akademije. U publicistici se okušala knjigom eseja «Orguljska umjetnost» 2004. godine. Prikaz nova pristupa učenju i sviranju orgulja objavila je u knjizi «Orgulje…energija duha» 2006. godine. Snimila dvadesetak nosača zvuka i ostvarila brojne radijske i televizijske snimke za domaće i inozemne kuće. Autorica mnogih televizijskih i radijskih emisija posvećenih orguljskoj glazbi. Snimla je dokumentarne emisije pod nazivom 'Orguljske priče iz davnine' koje obrađuju povijesne orgulje u Hrvatskoj.
Snimala za ediciju „Zvuci hrvatskih povijesnih orgulja“. Mjesta snimanja su orgulje Petra Nakića u Rabu, zatim Sveta Nedelja te najstarije orgulje u Hrvatskoj, u crkvi sv. Florijana u Varaždinu.
Uredila notna izdanja, priredila zbirku hrvatskih nepoznatih skladatelja 18. stoljeća, organizirala festivale i ljetnje škole, promiče hrvatsku orguljsku baštinu itd.
Umjetnički je interdisciplinarna te je ostvarila nekoliko likovnih izložbi, spajajući si likovni izraz s fenomenom orguljskog zvuka.

## Nagrade
Dobila razna međunarodna i domaća priznanja. Treba istaknuti nagrade:
- nagrada Milka Trnina za 1993. godinu
- diskografska nagrada “Porin” za najbolji album godine u 2000. godini
- diskografska nagrada “Porin” za najbolju solističku izvedbu Bachovih koncerata za orgulje u 2000. godini
- diskografska nagrada “Porin” za najbolju produkciju 2010. za CD 'Divertimento organistico' s glazbom Haydna i Mozarta u izdanju Croatia Recordsa
- nagrada za doprinos glazbenoj umjetnosti Američkog biografskog instituta
- Nagrada Hrvatskog društva glazbenih i plesnih pedagoga (2008.), dobila ju za svoj pedagoški rad
- Brojne zahvalnice i priznanja Hrvatske vojske
- Nagrada Vladimir Nazor 2011. za četverostruki album Hrvatska orguljska glazba (od renesanse do danas) jedinstvenu antologijsku zbirku, svojevrsni hommage hrvatskoj orguljskoj baštini, snimljen za izdavačku kuću Cantus

## Vanjske poveznice
- Osobne stranice  Arhivirana inačica izvorne stranice od 19. travnja 2017. (Wayback Machine)
- Discogs